# Gustave de Clausade
Pour les articles homonymes, voir Clausade.
Pierre Amélie Gustave de Clausade de Saint Amarand, né le 25 août 1815 à Rabastens et mort le 29 juillet 1888 à Toulouse, est un historien français.

## Biographie
Avocat, littérateur, historien et numismate, il fut nommé en 1841, correspondant du ministère de l'instruction publique pour les travaux historiques. Membre de l'Académie des sciences, inscriptions et belles lettres de Toulouse et de la Société des Antiquaires de France, il présida la société archéologique du Midi de la France de 1880 à sa mort.
Maire de Rabastens en 1848, il succéda à son cousin au conseil général de 1848 à 1861.
Auteur de nombreuses études historiques, il publia deux ouvrages importants : Poésies languedociennes et françaises d'Auger Gaillard dit lou roudié de Rabastens, Albi, 1843 et Une Visite au bon Henry, suivie d'une excursion en Guipuscoa par Bayonne. texte de G.de C., dessin de E.de M.(Eugène de Malbos), Toulouse, 1843, « l'un des plus beaux ouvrages qu'ait publié la presse des départements ». Ses nombreux rapports aux deux grandes sociétés toulousaines furent remarqués par la revue Polybiblion (1873) qui en signala l'intérêt et y vit le témoignage "de l'activité scientifique régnant à Toulouse".
À sa mort, il légua à la ville de Toulouse son médaillier, véritable « trésor artistique et archéologique ». Il est enterré au cimetière de Rabastens.

## Œuvres
- Le Château de Bruniquel sous Baudouin de Toulouse, par Gustave de Clausade, extrait des Mémoires de l’Académie des Sciences Inscriptions et Belles-Lettres de Toulouse, 1859[2].

- * texte de Gustave de Clausade et dessins d'Eugène de Malbos, Une visite au bon roy Henry : suivie d'une excursion en Guispuscoa, par Bayonne, Toulouse, Constantin, 1843, sur Europeana (lire en ligne), album de 15 planches[3].

- Poésies Languedociennes et Françaises d'Auger Gaillard, 1843 [4].

- Anonyme (Gustave de Clausade et Eugène de Malbos), Un voyage d'artiste : Guide dans les Pyrénées par deux amis, Toulouse, Dagalier, 1835 (lire en ligne)

Publications
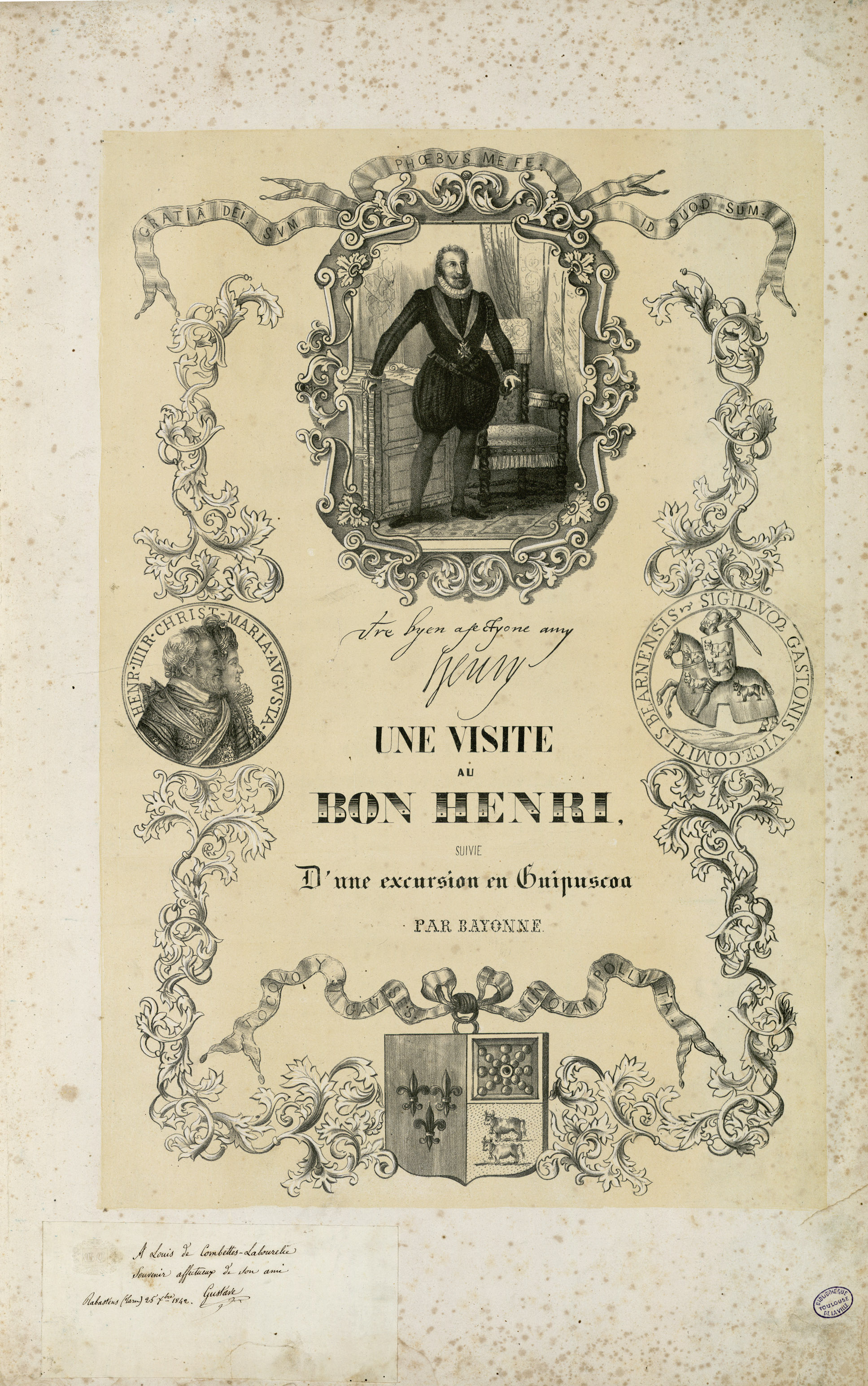
Une visite au bon Henri, suivie d'une excursion en Guipuscoa par Bayonne.